# Cronógrafo doble

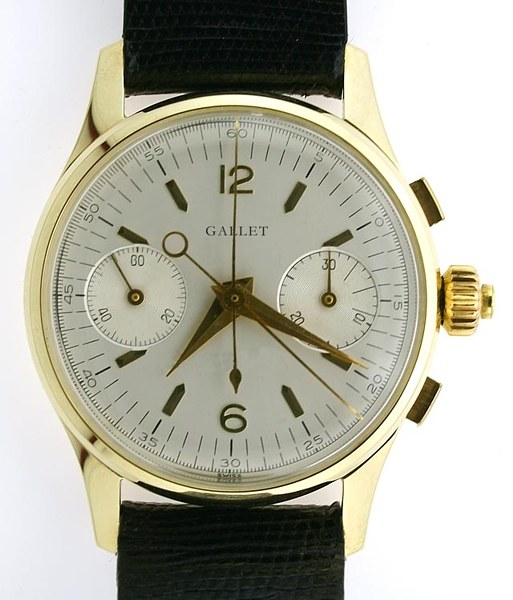
Reloj de pulsera cronógrafo doble o rattrapante (1948), fabricado por la firma Gallet & Co. en La Chaux-de-Fonds, Suiza. Dispone de dos pulsadores tipo cronógrafo junto a la corona, y de un tercer pulsador de parada parcial en la propia corona

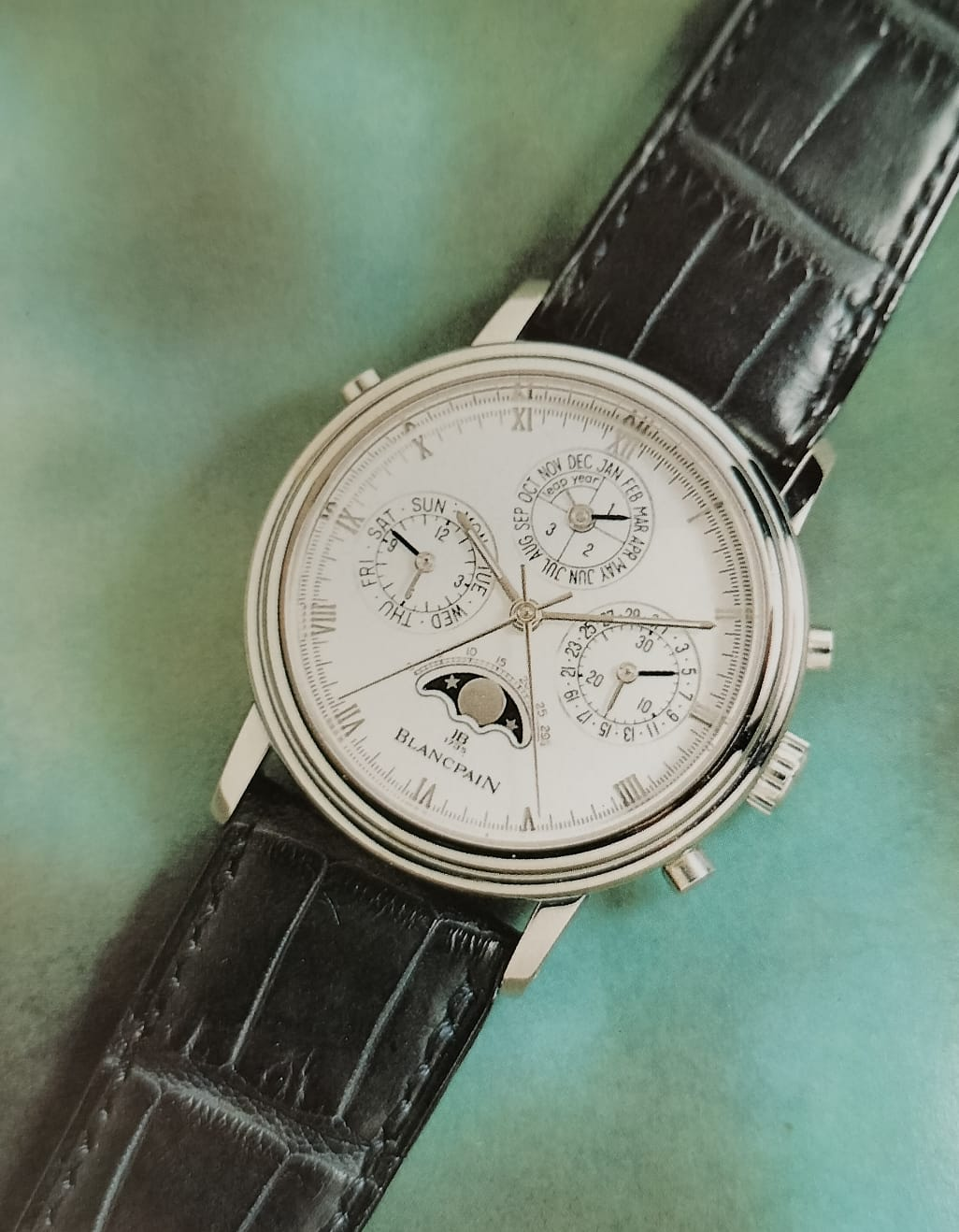
Reloj rattrapante Blancpain, en el que se aprecia claramente el tercer pulsador (arriba a la izquierda), que sirve para detener y hacer que recupere el tiempo acumulado el segundero de los registros parciales

Un cronógrafo doble o cronógrafo rattrapante (con el sentido en francés de cronógrafo recuperador) es un tipo de reloj provisto de dos segunderos con mecanismos de parada independientes, que permite tomar sucesivos registros parciales de tiempo (esta función se denomina en inglés split). Su nombre en francés procede de que el segundero de los tiempos parciales, cada vez que se libera, se desplaza rápidamente hasta recuperar la posición del segundero principal mientras este último sigue en movimiento. El proceso es el mismo para los dos minuteros (cada uno con su propia esfera) que marcan respectivamente los minutos acumulados por cada segundero.   
A menudo se confunde con el cronógrafo flyback, que se caracteriza porque el segundero del crono se puede poner a cero y reiniciar la marcha "al vuelo", es decir, sin necesidad de detenerlo previamente.  

## Otros nombres
- Cronógrafo rattrapante (en francés: rattraper - el acto de recuperar, recapturar)
- Split-second chronograph (cronógrafo con paradas intermedias del segundero)
- Split chronograph (cronógrafo con paradas intermedias)

## Funcionamiento
Un reloj con un cronógrafo doble tiene dos segunderos coaxiales, que lógicamente comparten la misma esfera. Mientras el segundero principal está en movimiento, el segundero secundario puede detenerse y recuperar a continuación la posición del otro, con el propósito de realizar sucesivos registros parciales.
Dispone de tres pulsadores, uno por encima de la corona (pulsador 1), otro por debajo (pulsador 2), y un tercer pulsador (pulsador 3) cuya posición coincide con las señales de las horas 8 o 10, aunque en algunos modelos se sitúa en el eje de la corona.
- Pulsador 1: (inicio/parada segunderos). Como en un crono normal, permite poner en marcha los dos segunderos a la vez (como si fueran el mismo) cuando se parte cero, detener ambos, y volverlos a poner en marcha las veces que se desee.
- Pulsador 2: (puesta a cero segunderos). También como en un crono normal, pone a cero los dos segunderos del crono una vez que se han detenido.
- Pulsador 3: (parada/recuperación segundero secundario). Cuando se pulsa por primera vez, detiene el segundero secundario (para registrar una primera lectura parcial) mientras el segundero principal sigue en marcha. Cuando se pulsa por segunda vez, libera el segundero secundario, que alcanza de forma casi instantánea al segundero principal en movimiento (de ahí el nombre de recuperador o recapturador). Una nueva pulsación lo detendría otra vez (para tomar una segunda lectura parcial). Este ciclo se puede repetir las veces que se desee.

Como ya se ha señalado, hay dos minuteros (uno por cada segundero), cada uno con su propia esfera, y que se comportan de forma análoga a las agujas de los segundos.

## Breve historia
El cronógrafo doble se denominaba anteriormente cronógrafo flyback, aunque este término ha pasado a hacer referencia a un cronógrafo en el que el crono se puede poner a cero instantáneamente sin necesidad de detenerlo previamente, pero sin la capacidad de tomar tiempos parciales que caracteriza a un cronógrafo doble. Fue inventado en el siglo XIX por Adolphe Nicole. Durante la década de 1930, debido a su menor tamaño, el mecanismo pudo adaptarse a la caja de los relojes de pulsera.
En 1923, Patek Philippe & Co. lanzó al mercado su primer cronógrafo doble. Hoy en día, los cronógrafos dobles (o cronógrafos rattrapantes) se pueden dividir en dos subgrupos. Uno comprende a los cronógrafos basados en movimientos propios de diferentes empresas de relojería, y el otro grupo contiene a los relojes basados en movimientos como el Valjoux 7750 de ETA.
El grupo de movimientos de fabricación propia comenzó con la serie Venus de calibres: 179, 185, 189 y 190. Estos calibres tenían el pulsador del mecanismo rattrapante en la corona, pero desde 1952 ya no se fabrican.
El primer mecanismo con paradas parciales de un segundero basado en el ETA-Valjoux 7750 se presentó en 1992 en el certamen Baselworld. Hoy en día, este calibre es el utilizado principalmente en los relojes con un mecanismo con detenciones acumulativas del segundero.
En 2010, la firma Gallet presentó el primer movimiento de cronógrafo doble de cuerda automática, impulsado por dos resortes principales separados. El calibre G330 de fabricación propia de la empresa suiza resolvió el problema de décadas de disminución de la precisión al utilizar la función de registro dual, un problema característico de los cronógrafos dobles. Además de la mayor duración de la cuerda (72 horas), este aumento en la energía disponible permitió al G330 mantener una precisión certificada a nivel de cronómetro en toda la gama de funciones.